# Teleuten
Die Teleuten sind ein Turkvolk von etwa 3.000 Angehörigen, das im Gebiet Kemerowo im Süden Sibiriens siedelt. Politisch gehört die Ethnie zu den indigenen kleinen Völkern des russischen Nordens, die durch den Dachverband RAIPON vertreten werden.
Traditionell waren die Teleuten Viehzüchter und geschickt in der Schmiedekunst. Sie praktizierten eine schamanistische Religion, die nach dem Ende der Sowjetunion wieder eine gewisse Renaissance erlebt hat.
Das Territorium der Teleuten ist durch Bergbauaktivitäten schwer geschädigt, ihre Siedlungen sind größtenteils durch Tagebaustätten eingekreist. Ihre Sprache und ihr Überleben als distinkte ethnische Gruppe gilt als gefährdet. 
Es ist nicht sicher, ob das antike Volk der Tiele bzw. Tölös die Vorfahren der heutigen Teleuten waren.